# まわり道 (映画)
『まわり道』（独: Falsche Bewegung、英: The Wrong Move）は、1975年西ドイツ製作、ヴィム・ヴェンダース監督によるロードムービー。作家志望の青年が旅行を通じて様々な人と出会いながら、自分探しに意味を見出せなくなっていく様子を描く。
ロードムービー3部作の2作目であり、ナスターシャ・キンスキーのデビュー作でもあり、彼女は本作でヌードシーンも演じている。ゲーテの『ヴィルヘルム・マイスターの修業時代』を下敷きにしており、登場人物の名前も同作から取っている。
日本では、2021年11月より「ヴィム・ヴェンダース レトロスペクティブ」として劇場公開された。

## 登場人物
ヴィルヘルム
作家志望の青年だが、スランプに陥っている。
テレーゼ
女優。ヴィルヘルムに好意を持っている。
ラエルテス
元ナチの老人。孫娘のミニョンの稼ぎに頼っている。
ミニョン
大道芸の少女で口がきけない。ませたところがある。
ランダウ
詩を嗜む青年。ヴィルヘルムの詩を聞いて彼らの仲間入りをする。

## スタッフ
- 監督 ヴィム・ヴェンダース
- 製作 ペーター・ジュネー、ベルント・アイヒンガー
- 脚本 ペーター・ハントケ
- 撮影 ロビー・ミューラー
- 音楽 ユルゲン・クニーパー

## キャスト
- リュディガー・フォーグラー
- ハンナ・シグラ
- ハンス・クリスチャン・ブレヒ
- ナスターシャ・キンスキー
- リザ・クロイツァー